# أنيكا هنري
أنيكا هنري (بالإنجليزية: Aneika Henry)‏ مواليد 13 فبراير 1986 في جامايكا، هي لاعبة كرة سلة أذربيجانية. بدأت مسيرتها الاحترافية في سنة 2009. تلعب مع أتلانتا دريم في دوري الاتحاد الوطني لكرة السلة النسائية كلاعب وسط. يبلغ طولها 6 قدم 4 بوصة (1.9 م).

## المسيرة الاحترافية
لعبت مع سي بي غران كناريا في الدوري الإسباني في موسم 2009–2010، ثم لعبت مع أتلانتا دريم من سنة 2012 إلى 2015، ثم لعبت مع نادي ريفاس لكرة السلة في موسم 2012–2013، ثم لعبت مع كونيتيكت صن في سنة 2016.

## روابط خارجية
- أنيكا هنري على موقع الاتحاد الوطني لكرة السلة النسائية (الإنجليزية)
- أنيكا هنري على موقع fiba3x3.com (الإنجليزية)
- أنيكا هنري على موقع كرة السلة الأوروبية.كوم (الإنجليزية)
- أنيكا هنري على موقع كلية كرة السلة في سبورتس رفرنس.كوم (الإنجليزية)
- أنيكا هنري على موقع بروبوليرز (الإنجليزية)
- أنيكا هنري على موقع سبورتس رفرنس (الإنجليزية)